# Parathesis venezuelana
Parathesis venezuelana är en viveväxtart som beskrevs av Carl Christian Mez. Parathesis venezuelana ingår i släktet Parathesis och familjen viveväxter. Inga underarter finns listade i Catalogue of Life.